# Baldone (novads)
Pour les articles homonymes, voir Baldone (homonymie).
Baldone est un novads de Lettonie, situé dans la région de Zemgale. En 2009, sa population est de 5 502 habitants.